# Tinospora sagittata
Tinospora sagittata är en tvåhjärtbladig växtart som först beskrevs av Daniel Oliver, och fick sitt nu gällande namn av François Gagnepain. Tinospora sagittata ingår i släktet Tinospora och familjen Menispermaceae.

## Underarter
Arten delas in i följande underarter:
- T. s. craveniana
- T. s. leucocarpa
- T. s. yunnanensis